# Assembleia Legislativa do Paraná
A Assembleia Legislativa do Paraná (Alep) é o órgão de representação do Poder Legislativo através dos 54 deputados estaduais do estado do Paraná. Fica localizada no bairro do Centro Cívico, na capital Curitiba, em frente ao Palácio Iguaçu, na Praça Nossa Senhora da Salete.

## Atribuições
A principal competência da Assembleia é a de fazer, suspender, interpretar e revogar as leis de competência do Estado. Além disso, fiscaliza e controla atos do Poder Executivo, e responde pela organização administrativa de seus próprios serviços. As leis que aprova são sancionadas ou vetadas pelo Governador. Trata das questões relativas à sua organização interna e exerce uma competência judicial quando participa do julgamento do Governador e Secretários de Estado, nos crimes de responsabilidade.

## Estrutura
A Mesa Executiva é composta pela presidência, três vices-presidências e cinco secretarias.
O atual presidente é o deputado Alexandre Curi (PSD).

## Histórico
A Alep foi instalada em 12 de julho de 1854, como Assembleia Provincial da então Província do Paraná, criada em 19 de dezembro de 1853, pelo Imperador D. Pedro II.
O primeiro presidente da Alep foi o coronel Joaquim José Pinto Bandeira.

## Mesa Executiva
| Cargo              | Deputado            | Partido      |
| Presidente         | Alexandre Curi      | PSD          |
| 1º Vice-Presidente | Flávia Francischini | União        |
| 2º Vice-Presidente | Delegado Jacovós    | PL           |
| 3º Vice-Presidente | Moacyr Fadel        | PSD          |
| 1º Secretário      | Gugu Bueno          | PSD          |
| 2º Secretário      | Maria Victoria      | PP           |
| 3º Secretário      | Requião Filho       | PDT          |
| 4º Secretário      | Alexandre Amaro     | Republicanos |
| 5º Secretário      | Goura               | PDT          |

## Membros
| Deputado Estadual        | Partido      | Observações                  |
| ------------------------ | ------------ | ---------------------------- |
| Ademar Traiano           | PSD          |                              |
| Adão Fernandes Litro     | PSD          |                              |
| Alexandre Amaro          | Republicanos | 4° Secretário                |
| Alexandre Curi           | PSD          | Presidente                   |
| Ana Júlia Ribeiro        | PT           |                              |
| Anibelli Neto            | MDB          |                              |
| Alisson Wandscheer       | SD           | Eleito pelo PROS             |
| Arilson Chiorato         | PT           |                              |
| Artagão Junior           | PSD          |                              |
| Batatinha                | MDB          |                              |
| Cantora Mara Lima        | Republicanos |                              |
| Cloara Pinheiro          | PSD          |                              |
| Cristina Silvestri       | PSDB         |                              |
| Cobra Repórter           | PSD          |                              |
| Delegado Tito Barichello | União        |                              |
| Dr. Antenor              | PT           |                              |
| Delegado Jacovós         | PL           | 2° Vice-presidente           |
| Douglas Fabrício         | Cidadania    |                              |
| Denian Couto             | Podemos      |                              |
| Evandro Araújo           | PSD          |                              |
| Fabio Oliveira           | Podemos      |                              |
| Flávia Francischini      | União        | 1° Vice-presidente           |
| Gilberto Ribeiro         | PL           |                              |
| Gilson de Souza          | PL           |                              |
| Goura                    | PDT          | 5° Secretário                |
| Gugu Bueno               | PSD          | 1° Secretário                |
| Hussein Bakri            | PSD          |                              |
| Luciana Rafagnin         | PT           |                              |
| Luís Corti               | PSB          |                              |
| Luiz Claudio Romanelli   | PSD          |                              |
| Luiz Fernando Guerra     | União        |                              |
| Mabel Canto              | PSDB         |                              |
| Marcel Micheletto        | PL           |                              |
| Marcelo Rangel           | PSD          |                              |
| Marcio Pacheco           | Republicanos |                              |
| Marli Paulino            | SD           |                              |
| Maria Victoria           | PP           | 2ª Secretária                |
| Mauro Moraes             | União        |                              |
| Moacyr Fadel             | PSD          | 3° Vice-presidente           |
| Matheus Vermelho         | PP           |                              |
| Nelson Justus            | União        |                              |
| Ney Leprevost            | União        |                              |
| Paulo do Carmo           | União        |                              |
| Paulo Gomes da TV        | PP           |                              |
| Professor Lemos          | PT           |                              |
| Renato Freitas           | PT           |                              |
| Requião Filho            | PDT          | 3° Secretário Eleito pelo PT |
| Ricardo Arruda           | PL           |                              |
| Soldado Adriano          | PP           |                              |
| Samuel Dantas            | SD           | Eleito pelo PROS             |
| Secretária Márcia        | PSD          |                              |
| Thiago Bührer            | União        |                              |
| Tiago Amaral             | PSD          |                              |
| Tercílio Turini          | PSD          |                              |

| Lideranças e Bancadas | Lideranças e Bancadas | Lideranças e Bancadas  | Lideranças e Bancadas |
| --------------------- | --------------------- | ---------------------- | --------------------- |
| Partido/Bloco         | Bancada               | Líder                  |                       |
| Governo               | ±                     | Hussein Bakri (PSD)    |                       |
| Oposição              | ±                     | Arilson Chiorato (PT)  |                       |
| PSD                   | 16                    | Luiz Claudio Romanelli |                       |
| PT/PDT                | 8                     | Professor Lemos        |                       |
| PL/Republicanos       | 8                     | Gilson de Souza        |                       |
| UNIÃO                 | 7                     | Do Carmo               |                       |
| MDB/SD/PSB            | 6                     | Anibelli Neto          |                       |
| PODE/PSDB/Cidadania   | 5                     | Denian Couto           |                       |
| PP                    | 4                     | Adriano José           |                       |

## Escândalos
Durante o primeiro semestre de 2010, ocorreram inúmeros escândalos políticos sobre desvio de dinheiro e nepotismo por parte de 49 dos 54 deputados, o que fez com que a Assembleia fosse considerada a mais corrupta do país. O presidente da Assembleia Nelson Justus foi acusado de enriquecimento ilícito e contratação de funcionários fantasmas. Contudo, mesmo depois de diversas manifestações por parte da população, a situação permaneceu a mesma.
Em dezembro de 2023, o presidente da Assembleia, Ademar Traiano, e o deputado Plauto Miró admitiram ter recebido propina, em 2015, em contratos de serviços da TV Acaraí prestados à TV Assembleia. Protocolaram representações contra o deputado Renato Freitas, no Conselho de Ética da Alep, por quebra de decoro, após chamar Traiano de corrupto em plenária.